# 刁朝贵
刁朝贵，贵州省黔西县莲城街道八块田社区人，中华人民共和国企业家、全国脱贫攻坚先进个人。

## 生平
刁朝贵早年患小儿麻痹症，无法直立行走。2014年，他的家庭被列为精准扶贫贫困户。2017年黔西县做结对帮扶工作，他在结对帮扶干部黔西县交通运输局副局长黄家陆支持下，开办棉鞋手工制作坊。2017年11月，刁朝贵与弟弟创办的八块田棉鞋加工坊正式挂牌；2020年，销售额达120多万元，并带领周边村民就业增收。
任黔西县八块棉鞋加工坊负责人。因在脱贫攻坚战中作出突出贡献，2021年2月25日全国脱贫攻坚总结表彰大会上，刁朝贵被授予“全国脱贫攻坚先进个人”。